# ليدويغان (أنغلزي)
ليدويغان (بالإنجليزية: Lledwigan)‏ هي منطقة سكنية تقع في ويلز في أنغلزي.